# Ermida de Santo António (Santo Espírito)
A Ermida de Santo António localiza-se no lugar de Santo António, na freguesia do Santo Espírito, concelho da Vila do Porto, na ilha de Santa Maria, nos Açores.
A ermida localiza-se num vale, a leste no sopé do pico do Cavaleiro, junto a uma fonte, onde se origina a ribeira de Santo António, primitivamente denominada de ribeira de Diogo Gil.

## História
A ermida já foi paroquial da freguesia, sob a invocação de Nossa Senhora da Purificação. Com a construção da atual Igreja de Santo Espírito, de acordo com a informação do padre Frutuoso em fins do século XVI, "(...) Esta foi a primeira freguesia, que era da Purificação de Nossa Senhora e, quando se mudou a igreja, lançaram sortes que santo ficaria, e saiu Santo António."
FIGUEIREDO (1990) regista que nesta ermida ter-se-ia rezado a primeira missa ao Divino Espírito Santo, razão pela qual a paróquia passou a denominar-se "Santo Espírito", também de acordo com Frutuoso, que assim referiu a mudança para a Igreja de Santo Espírito:
"Chama-se ali Santo Espírito, onde dizem os antigos que na ilha de Santa Maria se disse a primeira missa do Espírito Santo, quando entraram nela, e dali ficou nomear-se ainda hoje em dia esta freguesia de Santo Espírito, sendo ela depois edificada, como agora está, da invocação da Purificação de Nossa Senhora, sem perder aquele nome antigo."
Conservou-se esta ermida durante anos sem padroeiro, até que, durante a visita pastoral do então bispo da Diocese de Angra, D. Jerónimo Teixeira Cabral a Santa Maria em 1603, este a encontrou em poder de um mordomo negligente e descuidado e determinou ao vigário da freguesia que desse a igreja a pessoa que a pudesse sustentar. Desse modo, João Soares de Sousa, filho de Nuno da Cunha e neto do 3º capitão do donatário do mesmo nome, e sua esposa, D. Filipa da Cunha, por sua devoção com Santo António, obrigaram-se a sustentá-la, tomando-a à sua conta. Por escritura pública feita nas notas do tabelião Domingos Fernandes a 23 de junho de 1614 constituíram-se formalmente seus padroeiros, conforme o mandado da visitação do dito bispo. Estes mesmos, por seus testamentos, vincularam as suas terças, obrigando-as ao sustento e reparo da ermida, e a recomendaram aos seus descendentes e sucessores, que a administraram até ao século XIX, sendo o seu último administrador o morgado João Soares de Sousa Ferreira de Albergaria Borges de Medeiros (1832).
Encontra-se referida por MONTE ALVERNE (1986) ao final do século XVII.
A festa do padroeiro tem lugar, anualmente, ou no dia do padroeiro (13 de Junho), ou no domingo seguinte, assinalada por missa e procissão até à Igreja Paroquial.
O "theatro" do Divino Espírito Santo apresenta inscrição epigráfica que reza "1889 / Irmandade / S. A.".

## Características
Em alvenaria de pedra rebocada e caiada, apresenta planta rectangular com o corpo da sacristia adossado à lateral esquerda.
A fachada é rasgada pela portada, rematada em arco abatido sobre impostas, encimada por uma janela, em uma cornija. Sobre esta cornija existem dois pináculos.
A janela tem verga curva com simulacros de pináculos sobre as ombreiras, e uma concha sobre o fecho. A fachada é rematada por uma cornija que acompanha a inclinação das águas do telhado, encimada ao centro por uma cruz e nos extremos por pináculos.
A cobertura é de duas águas, em telha de meia-cana tradicional, rematada por beiral duplo.
O acesso é feito por uma sucessão de degraus e patamares fronteiros à fachada.